# Wilhelminabrug (Abcoude)
De Wilhelminabrug - ook wel "kippenbrug" of "vinkenbrug" genoemd - in Abcoude is een zogenaamde kwakel (voetgangersbrug) die de oevers van het riviertje het Gein verbindt. De opritten zijn te steil om over te fietsen, met name omhoog, en zijn ook afgesloten met een paaltje in het midden. 
Er heeft op deze locatie al meer dan een eeuw een kwakel gelegen. De huidige brug dateert uit 1908 en was een initiatief van de vereniging Abcoude's Belang ter bevordering van het toerisme. Op 3 september 1908 werd zij feestelijk ingebruik genomen. In 1958 werd haar vijftigste verjaardag feestelijk gevierd met een nachtelijk lichtspel op de oevers en op boten rond de brug. Na een actie van Abcoude's Belang werd de brug in 1970 gerestaureerd. In 1985 werd de brug voor één gulden aan de gemeente Abcoude overgedragen.
De brug is een schakel in de (fiets)verbinding tussen de De Hoge Dijk, Gein-Noord, Gein-Zuid/Velterslaan richting het Amsterdam-Rijnkanaal en na de ingebruikname van de Liniebrug in de zomer van 2018 ook over het kanaal heen en de Vreelandseweg naar Nigtevecht. 
De brug is vernoemd naar de toenmalige Koningin Wilhelmina. 

## Trivia
Alhoewel de brug niet in de gemeente Amsterdam ligt, maar in gemeente de Ronde Venen, heeft de brug wel het Amsterdamse brugnummer 1490. Dit heeft als oorzaak dat in 1966 het westelijke deel van de gemeente Weesperkarspel waar de brug lag  door Amsterdam werd geannexeerd en het een Amsterdamse brug werd. In 1989 moest Amsterdam echter het zuidelijke deel, waaronder het Gein (3,25 km²), afstaan aan de gemeente Abcoude die in 2011 opging in De Ronde Venen.